# Yamadonga
Yamadonga é um filme de comédia de ação e fantasia indiano de 2007 dirigido por S. S. Rajamouli, que o co-escreveu o filme com V. Vijayendra Prasad. É estrelado por N. T. Rama Rao Jr., Mohan Babu, Priyamani e Mamta Mohandas, enquanto Ali e Brahmanandam desempenham papéis coadjuvantes. O filme é produzido por Cherry e Gagaraju Gunnam e apresentado por Rama Rajamouli sob a bandeira da Visvamitra Creations.
Inspirada no filme Yamagola, de 1977, a trama acompanha Raja, um ladrão que é morto por seus rivais. A alma de Raja viaja para Naraka (inferno) para enfrentar a trilha de seus pecados feita por Yama, o deus hindu da morte e da justiça. O filme começou sua produção em janeiro de 2007 e foi feito com um orçamento de ₹ 16–18 crore (US$ 4,3–4,8 milhões). As filmagens ocorreram principalmente em Hyderabad e Ramoji Film City. O filme tem música composta por M. M. Keeravani e fotografia de K. K. Senthil Kumar.
Yamadonga foi lançado mundialmente em 15 de agosto de 2007. Após o lançamento, recebeu críticas positivas dos críticos e foi declarado um blockbuster, arrecadando cerca de ₹ 29 crores (US$ 7 milhões) como parte dos distribuidores. Este filme também é o filme telugo de maior bilheteria do ano de 2007. O filme ganhou quatro prêmios Nandi, enquanto Jr. NTR ganhou o prêmio Filmfare de melhor ator. Um ano depois de seu sucesso, foi apelidado em hindi como Lok Parlok. Também foi dublado em tâmil como Vijayan (2016) e no Awadhi como Chor Raja.

## Elenco
- Jr. N.T.R. como Raja / jovem Yama Dharma Raja
  - Sri Simha como jovem Raja
- Mohan Babu como Yama
- Priyamani como Maheshwari aka Mahi
- Mamta Mohandas como Dhanalakshmi  e avatar terrestre de Yama
- Ali como Sathi
- Brahmanandam como Chitragupta
- Khushbu como esposa de Yama
- Jaya Prakash Reddy como Ram Prasad, tio de Maheshwari
- Siva Parvathi como tia de Maheshwari
- Raghubabu como primo de Maheshwari
- Ranganath como avô de Maheshwari
- Rajiv Kanakala como Indra
- Naresh como Narada
- Narsing Yadav como guarda no palácio de Yama
- Bharani como Varuna Deva
- MS Narayana
- Narendra Jha como Narayana
- Stunt Silva como capanga
- Rambha (participação especial na música "Nachore")
- Navneet Kaur como Rambha (aparição especial na música "Young Yama")
- Preeti Jhangiani como Urvasi (participação especial na música "Young Yama")
- Archana Veda como Menaka (aparição especial na música "Young Yama")

O ator Sr. N.T.R. é apresentado em uma aparição especial como ele mesmo, usando imagens de arquivo.

## Produção
Yamadonga é a terceira colaboração entre S. S. Rajamouli e N. T. Rama Rao Jr. depois de Student No: 1 (2001) e Simhadri (2003). Em entrevista ao Telugucinema.com, Rajamouli revelou que a trama básica - onde o herói morre e vai para Yamalokam e volta à Terra - é inspirada nos filmes Devanthakudu (1960) and Yamagola (1977) estrelados pelo avô de Jr NTR, Sr. NTR Rajamouli mencionou que, além do enredo básico, Yamadonga não tem semelhanças com filmes anteriores.
O filme também traz uma cena com Jr NTR ao lado do avô como um reconhecimento a Yamagola. Rajamouli trabalhou junto com seu pai V. Vijayendra Prasad para desenvolver o roteiro. Rajamouli escolheu o ator veterano Mohan Babu para interpretar o papel de Yama, pois sentiu que Mohan Babu era a "escolha perfeita e única" para o papel. Seguindo a sugestão de Rajamouli, Jr NTR sofreu extensa perda de peso especialmente para o filme. A atriz Priyamani foi escalada para contracenar com Jr NTR. Ela escorregou ao caminhar sobre as pedras e torceu o tornozelo com um pequeno sangramento durante o tiroteio.
A filmagem do filme começou em janeiro de 2007. Cenas relacionadas a Naraka (ou Yama Loka) foram filmadas em um cenário especialmente montado em Ramoji Film City. Algumas sequências foram filmadas na floresta Talakona em Andra Praxede. Uma música foi filmada no Forte Golconda em Hyderabad, para a qual uma cachoeira foi criada no local.

## Lançamento
O filme foi inicialmente planejado para ser lançado em 9 de julho de 2007, mas foi finalmente lançado em 15 de agosto de 2007. A versão tâmil do filme foi lançada em 29 de novembro de 2019 sob o título VijayanVijayan. ARK Rajaraja escreveu os diálogos para a versão tâmil.

### Mídia doméstica
A versão em DVD do filme foi lançada em 29 de fevereiro de 2008. Este lançamento em DVD foi distribuído pela Tolly2Holly em todo o mundo. Está disponível em widescreen anamórfico 16:9, Dolby Digital 5.1 Surround, 24 FPS progressivos, widescreen e formato NTSC. O filme também foi dublado em hindi como Lok Parlok, e em Odia como Yamraja.